# Leopold 3 (band)
Leopold 3 is een Vlaamse band met de zanger Erik Goossens, met aan de keyboards en soms de gitaar Patrick Claesen (Pat Krimson) en met Stefan Wuyts aan de drums. De band bestaat reeds sinds 1989, maar de grote doorbraak kwam er nadat Erik Goossens de plaats van Mark Bijnens innam. De naam van de band verwijst naar koning Leopold III van België.
De band heeft veel hits op zijn palmares staan zoals: Weg van jou (1991), Alleen voor jou (1990), Ik ga zweven (1991), Groter dan ik ben (1991), Liever vrij (1991), Zorgeloos bestaan (1993) en Volle maan (1992), dat een groot aantal weken op nummer één stond.
Later volgden nog andere hits, zoals Zomernacht (1993), Vergeet-mij-nietje (1993), Vrij zijn (1994) en Koning van de lach.
Toen Leopold 3 in 1993 deelnam aan Eurosong stond de groep op nummer 1 in de Vlaamse top 10 met Volle maan, een Vlaamse versie van Maid of Orleans van Orchestral Manoeuvres in the Dark. De groep behoorde dan ook tot de absolute favorieten. Aanvankelijk maakte Leopold 3 die rol waar, want in de voorronde behaalden ze met Vergeet-mij-nietje de meeste punten van de vakjury.
In 1996 besloten de bandleden in vriendschap elk hun eigen weg te gaan.
Eind maart 2010 werd bekend dat de band een reünie hield. Na gesprekken in het programma Nineties & Nillies op MNM begonnen de leden hierover na te denken. De reünie van zanger Erik Goossens, toetsenist-gitarist Patrick "Pat Krimson" Claesen en drummer-producer Olivier Adams kwam er na een grootscheepse campagne van de fans. Ook Dave Peters en Peter Van de Veire overtuigden de leden. De band verzorgde enkele optredens. In april 2010 trad de groep op samen met andere iconen uit de jaren negentig in Back to the 90's.

## Discografie

### Albums
- Dag en nacht (1991)
- Spiegels (1993)
- De expeditie (1994)
- Tijdperk 2000 (1995)

| Album met hitnotering(en) in de Vlaamse Ultratop 200 albums | Datum van verschijnen | Datum van binnenkomst | Hoogste positie | Aantal weken | Opmerkingen   |
| ----------------------------------------------------------- | --------------------- | --------------------- | --------------- | ------------ | ------------- |
| Tijdperk 2000                                               | 14-04-1995            | 09-12-1995            | 8               | 8            |               |
| The Story of                                                | 13-11-1995            | 09-12-1995            | 15              | 14           | Verzamelalbum |

### Singles
| Single met hitnotering(en) in de Vlaamse Ultratop 50 | Datum van verschijnen | Datum van binnenkomst | Hoogste positie | Aantal weken | Opmerkingen |
| ---------------------------------------------------- | --------------------- | --------------------- | --------------- | ------------ | ----------- |
| Volle maan                                           |                       | 1993                  |                 |              |             |
| Vergeet-mij-nietje                                   |                       | 1993                  |                 |              |             |
| Zomernacht                                           |                       | 1994                  |                 |              |             |
| Wondermooi                                           |                       | 01-04-1995            | 15              | 7            |             |
| Van kop tot teen                                     |                       | 29-07-1995            | 36              | 4            |             |
| Op het gevoel                                        |                       | 02-12-1995            | 44              | 4            |             |